# Fluorid thoričitý
Fluorid thoričitý je anorganická sloučenina se vzorcem ThF4; jde o bílý hygroskopický prášek. Lze jej připravit reakcí thoria s plynným fluorem. Při teplotách nad 500 °C reaguje se vzdušnou vlhkostí za vzniku oxyfluoridu thoričitého (ThOF2).

## Použití
I přes svou radioaktivitu se fluorid thoričitý používá jako protiodrazový materiál ve vícevrstevných optických nátěrech. Je velmi dobře prostupný pro záření s vlnovou délkou 0,35–12 µm a sám vyzařuje převážně částice alfa, které je možné snadno zachytit tenkou vrstvou další látky.